# Tomadio
Tomadio (in sloveno Tomaj) è un paese della Slovenia, che si trova sull'altopiano carsico, insediamento (naselje) del comune di Sesana.
La chiesa parrocchiale è dedicata ai santi Pietro e Paolo ed è compresa nella diocesi di Capodistria. Presso il locale cimitero è presente una seconda chiesa dedicata alla Vergine Maria.
A Tomadio visse la propria infanzia il poeta sloveno Srečko Kosovel.
È capoluogo di una delle 13 comunità locali in cui si suddivide il comune. Essa include, oltre al capoluogo, anche i vicini insediamenti di Croce (Križ), Šepulje, Utovlje, Filipčje Brdo e Grahovo Brdo.

## Geografia fisica
La località è situata a 6,6 km a nord del capoluogo comunale e a 7,2 km dall'Italia.

Le alture principali sono Tabor (379 m) e Kamna Gorica (317 m).

## Storia
Fece parte del Patriarcato di Aquileia e poi della Signoria di Rifembergo, parte della Contea di Gorizia e Gradisca.
Con il trattato di Schönbrunn (1809) entrò a far parte delle Province Illiriche.
Col congresso di Vienna nel 1815 rientrò in mano austriaca come comune catastale autonomo sotto il Distretto di Schwarzenegg, inquadrato nella Contea di Gorizia e Gradisca e nel Regno d'Illiria (dal 1849 nel Litorale austriaco). Successivamente Tomay (Tomaj) inglobò anche i vicini comuni catastali di Croce (Križ), con i villaggi di Sepulle (Sepulje) e Filipčje Brdo (o anche Filipčeberdo o Filipzhe Brdo); e Uttoule (Utovlje), con i villaggi di Grahoberdo (Grahovo Brdo) e Dobravlje (o Dobravle).
Dopo la prima guerra mondiale e il Trattato di Rapallo il comune venne annesso nel Regno d'Italia, venendo inquadrato nel 1923 come comune autonomo nella Provincia di Trieste, col medesimo territorio che in epoca asburgica. Nello stesso anno il nome del paese venne italianizzato in Tomadio. Nel 1927 il comune s'ingrandì assorbendo il comune di Alber di Sesana. A tale epoca quindi includeva le frazioni di:
- Tomai/Tomadio (Tomaj)
- Criz/Croce di Tomadio (Križ),con i centri di Filipce Berdo/Filippi (Filipčje Brdo), Sepuglie/Seppuglie (Šepulje) e Utovglie/Uttoglie (Utovlje)
- Auber/Alber di Sesana (Avber), con i centri di Gradigne/Gradigne di Sesana (Gradinje), Ponique/Paniqua (Ponikve), Rasa/Rassa (Raša) e Dobraulie/Dobraule di Tomadio (Dobravlje).[16][17][13]

Fu soggetto alla Zona d'operazioni del Litorale adriatico (OZAK) tra il Settembre 1943 e il maggio 1945 e tra il maggio 1945 e il 1947, trovandosi a ovest della Linea Morgan, fece parte della Zona A della Venezia Giulia sotto il controllo Britannico-Americano del Governo Militare Alleato (AMG). Nel 1947 in seguito ai Trattati di Parigi passò poi alla Jugoslavia. Dal 1991 fa parte della Slovenia.